# Jeffrey Combs
Jeffrey Alan Combs, född 9 september 1954 i Oxnard, Kalifornien, USA, är en amerikansk skådespelare. Förutom att ha deltagit i ett antal skräckfilmer, däribland Re-Animator så är Combs känd för att ha gestaltat ett otal karaktärer i Star Trek och DC Animated Universe.

## Uppväxt
Jeffrey Combs föddes i Oxnard, Kalifornien 1954 och växte upp i närbelägna Lompoc, Kalifornien. Han tillbringde flera år med att finslipa sin yrkeskonst genom att uppträda på regionala teatrar i fyra år

och gå på olika skolor innan han påbörjade sin karriär inom film och TV. Han gick på Pacific Conservatory of the Performing Arts i Santa Maria, Kalifornien och senare på University of Washington School of Drama.

Combs flyttade till Los Angeles 1980, där han nuförtiden bor med sin familj. Han är gift och har två döttrar.

Här spelade han sin första roll i filmen Honky Tonk Freeway (1981). Två år senare syntes han i sin första skräckfilm, Frightmare (1983).

## Filmografi (urval)

### Filmer
| År   | Titel                                 | Roll                           | Info |
| ---- | ------------------------------------- | ------------------------------ | ---- |
| 1985 | Re-Animator                           | Herbert West                   |      |
| 1986 | From Beyond                           | Crawford Tillinghast           |      |
| 1990 | Bride of Re-Animator                  | Dr. Herbert West               |      |
| 1992 | Fortress                              | D-Day                          |      |
| 1996 | The Frighteners                       | Milton Dammers                 |      |
| 1998 | I Still Know What You Did Last Summer | Mr. Brooks                     |      |
| 1999 | House on Haunted Hill                 | Dr. Richard Benjamin Vannacutt |      |
| 2002 | FearDotCom                            | Styles                         |      |

### TV-serier
| År        | Titel                      | Roll                   | Info       |
| --------- | -------------------------- | ---------------------- | ---------- |
| 1994-1999 | Star Trek: Deep Space Nine | Weyoun / Brunt         | 32 avsnitt |
| 1996      | Norma Jean & Marilyn       | Montgomery Clift       | TV-film    |
| 2001-2005 | Star Trek: Enterprise      | Commander Shran / Krem | 11 avsnitt |
| 2006      | Voodoo Moon                | Frank Taggert          | TV-film    |